# 博川郡
博川郡（パクチョンぐん）は、朝鮮民主主義人民共和国平安北道の南部に位置する郡。1邑20里1労働者区から構成される。

## 地理
博川郡は、2つの川に挟まれた土地であり、沖積平野が大部分を占めている。
西から流れる清川江が黄海に注ぐ河口部の北岸にあたる。また、北から流れる大寧江（テリョンガン）が海に注いでおり、雲田郡との境をなしている。
行政の中心地である博川邑は、大寧江東岸に位置する。

### 隣接行政区域
- 北東 － 寧辺郡
- 南 － 安州市（平安南道）、文徳郡（平安南道）
- 西 － 雲田郡
- 北西 － 泰川郡

## 行政区画
1邑・1労働者区・20里を管轄する。
| - 博川邑（パクチョヌプ） - 孟中労働者区（メンジュンノドンジャグ） - 箕松里（キソンニ） - 端山里（タンサンニ） - 大寧里（テリョンニ） - 徳三里（トクサムニ） - 栗谷里（リュルコンニ） - 孟下里（メンハリ） - 鳳城里（ポンソンニ） - 鳳興里（ポンフンニ） - 三峯里（サンボンニ） | - 三和里（サムァリ） - 上陽里（サンヤンニ） - 上秋里（サンチュリ） - 石渓里（ソッケリ） - 松石里（ソンソンニ） - 新坪里（シンピョンニ） - 元南里（ウォンナムニ） - 中南里（チュンナムニ） - 青龍里（チョンニョンニ） - 青山里（チョンサンニ） - 鶴巌里（ハガムニ） |

## 歴史
高麗時代には博陵あるいは博州と呼ばれていた。朝鮮王朝時代の1413年に博川郡となり、平安道に属した。
1945年8月15日の時点で、平安北道博川郡は、1邑7面で構成されていた。
1952年12月、北朝鮮の行政区画改編に伴い、博川郡のうち博川面・東南面・徳安面・両嘉面の全域、青龍面・嘉山面の各一部、寧辺郡の独山面、平安南道安州郡安州面の一部をあわせ、博川郡（1邑33里）が再編された。旧博川郡のうち、西部は雲田郡に分割されている。
1954年10月には寧辺郡から、1958年6月には雲田郡から一部の里が編入された。1980年5月には3里1労働者区が安州郡に編入された。1997年5月には、孟中里が孟中労働者区になった。

### 年表
この節の出典
- 1914年4月1日 - 郡面併合により、平安北道嘉山郡が博川郡に編入。博川郡に以下の面が成立。(11面)
  - 郡内面・東面・北面・南面・徳安面・嘉山面・嘉南面・嘉東面・西面・龍渓面・青龍面
- 1918年 - 郡内面が博川面に改称。(11面)
- 1939年 (8面)
  - 東面・南面が合併し、東南面が発足。
  - 嘉南面・嘉東面の各一部が合併し、両嘉面が発足。
  - 北面が博川面・青龍面に分割編入。
  - 嘉南面の残部が徳安面に編入。
  - 嘉東面の残部が博川面に編入。
- 1940年11月1日 - 博川面が博川邑に昇格。(1邑7面)
- 1947年 - 博川邑が博川面に降格。(8面)
- 1952年12月 - 郡面里統廃合により、平安北道博川郡博川面・東南面・徳安面・両嘉面および青龍面・嘉山面の各一部、寧辺郡独山面、平安南道安州郡安州面の一部地域をもって、平安北道博川郡を設置。博川郡に以下の邑・里が成立。(1邑33里)
  - 博川邑・鳳城里・石渓里・中南里・元南里・松石里・徳三里・鶴巌里・鳳興里・上陽里・孟上里・松道里・孟下里・栗谷里・亨八里・青山里・新坪里・端山里・宝石里・九蓮里・嶺美里・西三里・鳳徳里・東三里・三峯里・青龍里・大淵里・三和里・箕松里・龍興里・南興里・修龍里・徳星里・差壮里
- 1953年 (1邑33里)
  - 雲田郡北一里を編入。
  - 修龍里が元南里に編入。
- 1954年10月 (1邑22里)
  - 宝石里・九蓮里・嶺美里・西三里・鳳徳里・東三里・三峯里・青龍里・大淵里・三和里・北一里が雲田郡に編入。
  - 寧辺郡上秋里を編入。
  - 鳳興里・鳳城里の各一部が博川邑に編入。
  - 差壮里が南興里に編入。
  - 寧辺郡西位里の一部が石渓里に編入。
  - 孟上里が孟中里に改称。
- 1958年6月 (1邑25里)
  - 雲田郡三和里・三峯里・青龍里を編入。
  - 龍興里の一部が分立し、平安南道安州郡龍花里となる。
- 1972年 - 徳星里・南興里および龍興里の一部が合併し、徳星労働者区が発足。(1邑1労働者区23里)
- 1980年6月 - 徳星労働者区・龍興里・松道里が平安南道安州郡に編入。(1邑21里)
- 1982年 - 亨八里が大寧里に改称。(1邑21里)
- 1997年5月 - 孟中里および孟下里の一部が合併し、孟中労働者区が発足。(1邑1労働者区20里)

## 交通

### 鉄道
郡の南部には平義線が走っており、孟中里駅がある。孟中里駅からは支線の博川線が出ており、行政の中心部である博川邑に通じている。
- 平義線
  - 清川江駅 - 孟中里駅
- 博川線
  - 孟中里駅 - 博川駅
- 南興線
  - 孟中里駅
- 亀鳳山線
  - 清川江駅